# امره کورکماز
امره کورکماز (انگلیسی: Emre Korkmaz؛ زادهٔ ۱۹ ژوئن ۱۹۸۶) بازیگر، و بازیگر تلویزیون اهل ترکیه است.